# 天主教布塔雷教區
天主教布塔雷教區（拉丁語：Dioecesis Butarensis）是盧旺達一個羅馬天主教教區，屬基加利總教區。
阿斯特里達教區成立於1961年9月11日，1963年11月12日易名至今。
教區包括南部省東南部三區。2012年有教友538,000人（佔轄區總人口54.6%）、廿五個堂區、122名司鐸。現任教區主教為斐理伯·盧坎巴。